# Nikola Milanković
Nikola Milanković (in serbo Никола Миланковић?; Spalato, 23 aprile 1986) è un calciatore serbo, centrocampista svincolato.

## Carriera

### Club
Ha giocato nella massima serie dei campionati serbo e kazako.